# Clara Björlin
Clara Elina Gabriella Björlin, född Rylander 28 juli 1850 i Stockholm, död 24 oktober 1905 i Norrköpings Sankt Olai församling, Östergötlands län, var en svensk skådespelare. 

## Biografi
Clara Rylander ägnade sig tidigt åt skådespeleri och debuterade efter anställning hos Carl Otto Lindmark 1867-1868 och hos Ludvig Josephson och Fritz Ahlgrensson på Mindre teatern 1868-1869 på Dramatiska teatern 1869 som Malin i Evas systrar. Hennes skådespelartalanger i denna roll och som Alice Duteuil i Fregattkaptenen och Blenda i Majorens döttrar tillsammans med hennes skönhet gjorde henne snart till en publikfavorit. 
Clara Björlin fortsatte att vara knuten till kungliga scenen fram till slutet av 1872. Hon var 1877-1878 anställd vid Nya teatern i Stockholm och 1878-1879 vid Svenska Teatern i Helsingfors. 1879-1880 var hon engagerad vid Nya teatern i Göteborg och därefter vid systern Ottilia Littmarcks teatersällskap där hon bland annat framträdde som Nora i Ett Dockhem, Julia i Romeo och Julia och Jolanta i Kung Rénes dotter. Därefter arbetade hon 1881-1882 vid Frans Hedbergs teaterföretag i Göteborg och 1882-1883 vid Södra Teatern. Senare uppträdde hon endast tillfälligtvis på scenen.
Hon var 1872–1879 gift med Gustaf Björlin.

## Teater

### Roller (ej komplett)
| År   | Roll      | Produktion                                  | Teater         |
| ---- | --------- | ------------------------------------------- | -------------- |
| 1869 | Magdalena | Rivaler genom missförstånd Ludvig Josephson | Mindre teatern |